# چیرنو (تگزاس)
چیرنو، تگزاس(به انگلیسی: Chireno, Texas) شهری در ایالت تگزاس از ایالات جنوبی ایالات متحده آمریکا است. در سرشماری سال ۲۰۰۰، جمعیت این شهر ۴۰۵ نفر اعلام شد.